# Collin Morikawa
Collin Morikawa (Los Angeles, 6 febbraio 1997) è un golfista statunitense, attivo principalmente nel PGA Tour e PGA European Tour.

## Carriera
Nato a Los Angeles da Debbie e Blaine Morikawa, rispettivamente di origine cinese e giapponese, inizia a praticare golf all'età di 5 anni. Studia presso l'Università della California - Berkeley, dove pratica tale sport dal 2015 al 2019 prima di laurearsi in economia aziendale.
Nel dicembre 2021, Morikawa si è fidanzato con la sua fidanzata di lunga data, Katherine Zhu. Si sono sposati il 26 novembre 2022.
Passa al professionismo nel 2019 prendendo parte al Canadian Open, dove si piazza al 14º posto. Nell'agosto 2020 vince il PGA Championship al suo primo tentativo, bissando poi il successo nel luglio 2021 con la vittoria del British Open, nuovamente come debuttante. Ciò lo ha reso il primo golfista nella storia a vincere due major alla prima partecipazione. Il californiano diviene inoltre il settimo golfista dal 1900 a vincere l'Open al debutto – dopo Jock Hutchison (1921), Denny Shute (1933), Ben Hogan (1953), Tony Lema (1964), Tom Watson (1975) e Ben Curtis (2003) – oltre a stabilire il nuovo record di colpi sul percorso del Royal St. George's con 265 (il precedente record di 267, fatto registrare nel 1993, era di Greg Norman).. Nel 2021 partecipa ai Giochi della XXXII Olimpiade di Tokyo classificandosi terzo dopo i quarti round previsti, ma a pari merito con altri nove golfisti. Ai playoff viene però superato da Pan Cheng-tsung chiudendo al quarto posto.

## Vittorie professionali (7)

### PGA Tour vittorie (6)
| Legenda                      |
| Tornei Major (2)             |
| World Golf Championships (1) |
| Altri PGA Tour (2)           |

| No. | Data              | Torneo                   | Punteggio di vittoria  | To par                 | Margine | Secondo/i                                     |
| --- | ----------------- | ------------------------ | ---------------------- | ---------------------- | ------- | --------------------------------------------- |
| 1   | 28 luglio, 2019   | Barracuda Championship   | 47 pts (13-7-13-14=47) | 47 pts (13-7-13-14=47) | 3 punti | Troy Merritt                                  |
| 2   | 12 luglio, 2020   | Workday Charity Open     | 65-66-72-66=269        | −19                    | Playoff | Justin Thomas                                 |
| 3   | 9 agosto, 2020    | PGA Championship         | 69-69-65-64=267        | −13                    | 2 colpi | Paul Casey, Dustin Johnson                    |
| 4   | 28 febbraio, 2021 | WGC-Workday Championship | 70-64-67-69=270        | −18                    | 3 colpi | Billy Horschel, Viktor Hovland, Brooks Koepka |
| 5   | 18 luglio, 2021   | The Open Championship    | 67-64-68-66=265        | −15                    | 2 colpi | Jordan Spieth                                 |
| 6   | 22 ottobre 2023   | Zozo Championship        | 64-73-66-63=266        | −14                    | 6 colpi | Eric Cole Beau Hossler                        |

PGA Tour playoff record (1–2)
| No. | Anno | Torneo                   | Sfidante        | Risultato                           |
| --- | ---- | ------------------------ | --------------- | ----------------------------------- |
| 1   | 2020 | Charles Schwab Challenge | Daniel Berger   | Perso al par alla prima buca extra  |
| 2   | 2020 | Workday Charity Open     | Justin Thomas   | Vinto con par alla terza buca extra |
| 3   | 2021 | Memorial Tournament      | Patrick Cantlay | Perso al par alla prima buca extra  |

### European Tour vittorie (4)
| Legenda                      |
| Tornei Major (2)             |
| World Golf Championships (1) |
| Tour Championships (1)       |
| Rolex Series (1)             |
| Other European Tour (0)      |

| No. | Data              | Torneo                            | Punteggio di vittoria | To par | Margine | Secondo/i                                     |
| --- | ----------------- | --------------------------------- | --------------------- | ------ | ------- | --------------------------------------------- |
| 1   | 9 agosto, 2020    | PGA Championship                  | 69-69-65-64=267       | −13    | 2 colpi | Paul Casey, Dustin Johnson                    |
| 2   | 28 febbraio, 2021 | WGC-Workday Championship          | 70-64-67-69=270       | −18    | 3 colpi | Billy Horschel, Viktor Hovland, Brooks Koepka |
| 3   | 18 giugno, 2021   | The Open Championship             | 67-64-68-66=265       | −15    | 2 colpi | Jordan Spieth                                 |
| 4   | 21 novembre, 2021 | DP World Tour Championship, Dubai | 68-68-69-66=271       | −17    | 3 colpi | Alexander Björk, Matt Fitzpatrick             |

- Il DP World Tour Championship, Dubai è anche un torneo della Rolex Series.

## Playoff record
Web.com Tour playoff record (0–1)
| No. | Anno | Torneo                             | Sfidante/i                       | Risultato                                                       |
| --- | ---- | ---------------------------------- | -------------------------------- | --------------------------------------------------------------- |
| 1   | 2016 | Air Capital Classic (come amatore) | Ollie Schniederjans, J. J. Spaun | Schniederjans ha vinto col tiro birdie sulla seconda buca extra |

## Tornei Major

### Vittorie (2)
| Anno | Campionato            | 54 buche           | Punteggio di vittoria | Margine | Secondo/i                  |
| ---- | --------------------- | ------------------ | --------------------- | ------- | -------------------------- |
| 2020 | PGA Championship      | 2 colpi di deficit | −13 (69-69-65-64=267) | 2 colpi | Paul Casey, Dustin Johnson |
| 2021 | The Open Championship | 1 colpi di deficit | −15 (67-64-68-66=265) | 2 colpi | Jordan Spieth              |